# Direito patrimonial de autor
Diz respeito aos direitos decorrentes da utilização econômica de uma obra intelectual e da sua comunicação pública, compondo  direito de autor. Os direito patrimoniais são independentes entre si e não estão sujeitos a uma relação exaustiva quanto aos possíveis usos. O autor pode exercer tais direitos de forma direta ou como, nos casos de execução pública de obras musicais, por meio de sociedade de gestão coletiva de direitos. A legislação brasileira exemplifica os usos patrimoniais, que podem consistir na edição, na tradução, na adaptação ou na inclusão em fonogramas ou obras audiovisuais e na comunicação público, mediante a representação, execução, exibição, etc.

## Direito patrimonial de autor na legislação brasileira
A Lei 9.610, de 19 de fevereiro de 1998, altera, atualiza e consolida a legislação sobre direitos autorais e dá outras providências, tais como direitos morais e patrimoniais dos autores sobre suas criações intelectuais, assim como as exceções permitidas ao uso dessas obras.
Para esta lei, o direito patrimonial de autor refere-se ao direito exclusivo do autor de utilizar, fruir e dispor da obra literária, artística ou científica.
Os direitos patrimoniais tem limitação temporal e são alienáveis, prescritíveis e penhoráveis. Portanto, contratos envolvendo direitos de autor devem versar apenas sobre os direitos patrimoniais do autor.

## Obras coletivas
Para obras coletivas, a titularidade dos direitos patrimoniais sobre o conjunto é do organizador (Artigo 17 da Lei de Direitos Autorais)

## Obras anônimas/pseudônimas
Para obra anônima ou pseudônima, caberá a quem publicá-la o exercício dos direitos patrimoniais do autor (Artigo 40 da Lei de Direitos Autorais).

## Prazos
Os direitos patrimoniais do autor perduram por 70 (setenta) anos contados a partir de 1º de janeiro do ano subseqüente ao falecimento do autor, obedecendo a ordem sucessória da lei civil ( Artigo 41 da Lei de Direitos Autorais).
Para os direitos patrimoniais de obras audiovisuais e fotográficas a contagem é da data da sua divulgação, sendo também 70 (setenta) anos, mas a partir de 1º de janeiro do ano subseqüente da data da sua divulgação (Artigo 44 da Lei de Direitos Autorais).
Caso o autor não tenha sucessores ou o autor seja desconhecido (ressalvada a proteção legal aos conhecimentos étnicos e tradicionais), a obra passa a pertencer ao domínio público (Artigo 45 da Lei de Direitos Autorais).